# Diplurodes anetotasis
Diplurodes anetotasis är en fjärilsart som beskrevs av Louis Beethoven Prout 1935. Diplurodes anetotasis ingår i släktet Diplurodes och familjen mätare. Inga underarter finns listade i Catalogue of Life.